# Ruth Beitia
Ruth Beitia Vila, španska atletinja, * 1. april 1979, Santander, Španija.
Nastopila je na poletnih olimpijskih igrah v letih 2004, 2008, 2012 in 2016, ko je osvojila naslov olimpijske prvakinje v skoku v višino, ob tem je dosegla še dve četrti mesti. Na svetovnih prvenstvih je osvojila bronasto medaljo leta 2013, na svetovnih dvoranskih prvenstvih dve srebrni in bronasti medalji, na evropskih prvenstvih tri zaporedne naslove prvakinje v letih 2012, 2014 in 2016, na evropskih dvoranskih prvenstvih pa zlato, štiri srebrne in bronasto medaljo. 